# Manuel Irigoyen Corta
Manuel Irigoyen Corta (Pasajes de San Pedro 1923- San Sebastián 2014) fue un médico estomatólogo español pionero de los implantes dentales en España  y socio fundador de la Sociedad Española de Implantes Dentales. en 1959.

## Biografía y trayectoria profesional
Nació en Pasajes de San Pedro en 1923 y se trasladó a Salamanca donde cursó los cursos preceptivos de Medicina antes de ir a Madrid a estudiar la carrera de odontología, que por aquel entonces constaba de dos cursos.
Posteriormente completó su formación finalizando la carrera de Medicina en la Universidad de  Salamanca.
Instaló su consultorio en San Sebastián donde trabajó hasta su jubilación y en 1967  defendió sus Tesis Doctoral: “La Odontología y la Cirugía Maxilofacial en la literatura quirúrgica española del siglo XVIII” obteniendo la calificación “Apto cum laude”.
En 1959 fue socio fundador de la Sociedad Española de Implantes llegando a ser su presidente entre  1970 y 1984. En 1970 organizó  el congreso nacional de la Sociedad en San Sebastián.
Fue presidente del Colegio de Dentistas de Guipúzcoa y participó activamente en la creación de la Escuela de Estomatología de la Universidad del País Vasco en 1980 de la que fue profesor en sus inicios.
Durante algunos años compaginó su actividad privada en San Sebastián con un consultorio en Madrid.
En el año 2014 el Colegio de Dentistas de Guipúzcoa le homenajeó entregándole la medalla de oro de la Institución.